# Dymitr (Kapanadze)
Dymitr, imię świeckie Ramaz Kapanadze (ur. 19 czerwca 1975) – gruziński duchowny prawosławny, od 2013 biskup Chornabudżi z siedzibą w Dedoplickaro.

## Życiorys
10 marca 1996 r. otrzymał święcenia diakonatu, a 12 stycznia 1997 r. prezbiteratu. 27 października 2013 r. otrzymał chirotonię biskupią.